# Elección de gobernador regional de Los Ríos de 2021
La elección de gobernador regional de Los Ríos de 2021 se realizará el 15 y 16 de mayo de 2021, así como en todo Chile, para elegir a los responsables de la administración a nivel regional.

## Sistema electoral
El gobernador regional es elegido por sufragio universal, en un sistema de segunda vuelta. El margen para resultar electo en la primera ronda de votación es un 40% de los votos válidamente emitidos. Si ninguna candidatura logra el 40% de los votos válidamente emitidos, hay una segunda vuelta entre las dos más votadas.
Dura cuatro años en el ejercicio de sus funciones y puede ser reelegido como máximo en una ocasión.

## Resultados

### Primera vuelta
Con 100 % de los votos escrutados.
|  | 36,88 % |

|  | 32,54 % |

|  | 12,78 % |

|  | 11,26 % |

|  | 6,54 % |

|  | 93,46 % |

|  | 2,18 % |

|  | 4,36 % |

|  | 100,00 % |

|  | 41,14 % |

### Segunda vuelta
|  | 40,82 % |

|  | 59,18 % |

|  | 99,04 % |

|  | 0,64 % |

|  | 0,32 % |

|  | 100 % |

|  | 21,09 % |